# Guglielmo Segato
Guglielmo Segato (né le 22 mars 1906 à Padoue et mort le 19 juillet 1979 à Motta di Livenza) est un coureur cycliste italien. Lors des Jeux olympiques de 1932 à Los Angeles, il a obtenu la médaille d'argent de la course sur route. Attilio Pavesi prenant la médaille d'or et Giuseppe Olmo la quatrième place, l'équipe d'Italie a obtenu la médaille d'or de la course par équipes.

## Palmarès
- 1931
  - 2e du Tour de Vénétie
- 1932
  -  Champion olympique de la course sur route par équipes (avec Attilio Pavesi et Giuseppe Olmo)
  -  Médaillé d'argent de course sur route individuelle
- 1933
  - 3e du Tour du Latium